# Чигоньола
Чигоньо̀ла (на италиански: Cigognola; на ломбардски: Saugnöla, Сауньола) е село и община в Северна Италия, провинция Павия, регион Ломбардия. Разположено е на 309 m надморска височина. Населението на общината е 1328 души (към 2017 г.).